# Aabenraa
Aabenraa oder Åbenrå anhörenⓘ (Aussprache [⁠o⁠b̥ənˈʁo⁠ːˀ], deutsch Apenrade, südjütisch Affenråe) ist eine dänische Stadt in der Region Syddanmark mit 16.500 Einwohnern (Stand: 1. Januar 2025). Sie liegt etwa 30 Kilometer nördlich von Flensburg an einem Meeresarm der Ostsee, der Apenrader Förde. Mit seinem Seehafen, dem Aabenraa Havn, hat die Stadt eine lange Tradition als Seefahrerstadt und Werftstandort.
Aabenraa ist Hauptort und Verwaltungssitz der Aabenraa Kommune. Außerdem befindet sich hier die Hauptstelle der staatlichen Familienrechtsagentur Familieretshuset.

## Ortsname

### Opnøraa
In den ältesten mittelalterlichen Quellen ist von einem Vorgängerdorf Opnør die Rede, das nach einem kleinen Bach (dänisch Aa/Å = Au) auch Opnøraa oder Opneraa geschrieben wurde. Im 13. Jahrhundert bildete sich unweit davon ein Handelsplatz, der noch vor 1300 zur Stadt erhoben wurde.

### Apenrade
Da Mittelniederdeutsch die Kaufmannssprache war, änderte sich der Name zu Apenrade, die noch heute gebräuchliche deutsche Bezeichnung. Die sächsische Endung „Rade“ im Sinne von Rodung ist sonst im Schleswiger Land nur im äußersten Südosten bekannt, in Holstein aber verbreitet. Es wird angenommen, dass die Schreibform Apenrade ursprünglich eine deutsche Volksetymologie war, weil die Ortsnamenendung -rade auf Holsteiner Plattdeutsch als /ra:/ oder /rå:/ ausgesprochen wird.

### Aabenraa
Noch in den 1850er Jahren, als sich die Verwaltung des Gesamtstaats unter der dänischen Krone um eine Stärkung des Dänischen bemühte, war Apenrade die einzig gängige schriftliche Namensform. Die Form Åbenrå war aber in der gesprochenen dänischen Umgangssprache üblich; so heißt eine Kopenhagener Straße, ursprünglich namens Åbenrad (offene (Häuser)reihe), seit ungefähr 1600 Åbenrå, da man durch Volksetymologie angenommen hat, dass es sich um den Stadtnamen handelte. Im Zuge des nationalen Konflikts wurde von dänischen Kulturkämpfern nach den 1840er und 1850er Jahren der Stadtname Aabenraa in die Schriftsprache eingeführt. Im dänischen Sprachgebrauch setzte sich diese Bezeichnung nach der Trennung Schleswigs von Dänemark 1864 durch und wurde 1920 nach dem Anschluss Nordschleswigs die offizielle Bezeichnung der Stadt.
Der heutige Name Aabenraa ist somit ein sehr seltenes Beispiel einer danisierten, ursprünglich deutschen Schreibweise, die jedoch ihrerzeit den dänischen Namen Opneraa ersetzte. Vergleichbar ist Nordborg, das nach dänischer Sprachtradition eigentlich Nørborg oder Nørreborg heißen müsste; vereinzelte Bemühungen, den Namen Nørborg einzuführen, scheiterten aber. Bei den meisten schleswigschen Ortsnamen ist das Gegenteil der Fall: Eingedeutschte Namen dänischen Ursprungs (heute im deutschen Teil Schleswigs, 1864–1920 auch in Nordschleswig).

### Aa/Å-Streit
Die dänische Rechtschreibreform von 1948 machte aus aa ein å, da ein doppeltes A im Dänischen kein langes A, sondern ein offenes O repräsentiert. Während Aarhus sich schnell mit der Schreibreform zufrieden erklärte, gab es in Aalborg und Aabenraa starken Widerstand. Die Folge war, dass der Stadtname in alphabetischen Listen nun vom ersten auf den hintersten Platz rutschte, denn Å ist der letzte Buchstabe im dänischen Alphabet. Auch in internationalen Verzeichnissen würde die Stadt von „Aabenraa“ auf „Abenra“ absinken. Nicht zuletzt deshalb konnte sich die Schreibweise Åbenrå in der Fördestadt nie durchsetzen. Der neue Buchstabe wurde populär auch „bolle-å“ genannt („bolle“ = Kugel, Zirkel) und wurde nach schwedischem Muster eingeführt. Der sprachkonservative Verein Dansk Sprogværn stattete die Aabenraaer in den 1950er Jahren mit Plakaten und Aufklebern mit folgendem Reim aus:
Byens Navn er Aabenraa – uden svenske Boller paa!
(Der Name der Stadt ist Aabenraa – ohne schwedische Zirkel/Klöße drauf!)
Ende der 1990er Jahre gab es eine politische Bewegung mit dem Bürgermeister an der Spitze: Aabenraa? Ganz vorne!
Seit einem Ministererlass aus dem Jahr 1984 sind lokal bevorzugte Schreibweisen wie Aabenraa und Aalborg wieder zugelassen. Das geschah entgegen der Empfehlung der Dänischen Sprachkommission: Die offiziellen Rechtschreibregeln empfehlen Åbenrå, während Aabenraa eine wahlfreie Nebenform bleibe.

## Geschichte

Wappen

Aabenraa wurde spätestens 1335, möglicherweise schon 1284, als Opneraa zur Stadt erklärt. Dieser Name stammt vom verschwundenen Dorf Opnør. Als Handelsstadt stand Aabenraa lange im Schatten Flensburgs und Haderslevs. Die drei Makrelen im Stadtwappen weisen auf die große Bedeutung der Fischerei hin. Nahe der Siedlung entstand im Mittelalter eine landesherrliche Burg, die zum Amtssitz avancierte.
Nach den Landesteilungen der Herzogtümer Schleswig und Holstein 1490, 1544 und 1581 gehörte Aabenraa mit seinem Umland bis 1713/1721 immer zum Herrschaftsgebiet des Gottorfer Herzogs. Schwer getroffen wurde die Stadt von den Kriegen des 17. Jahrhunderts. Erst gegen Ende des 18. Jahrhunderts nahm sie einen größeren Aufschwung. Die Breite der Förde war für die damalige Schifffahrt mit immer größeren Schiffen ein entscheidender Standortvorteil, und gegen Mitte des 19. Jahrhunderts hatte die Schiffskapazität fast die der wesentlich größeren Nachbarstadt Flensburg erreicht. Auch der Schiffbau gehörte zu den wichtigsten Wirtschaftszweigen der Stadt. Lange vor den übrigen Städten der Region richtete Aabenraa 1858 eine zentrale Wasserversorgung ein.
Der deutsch-dänische Konflikt, der ab 1840 das beherrschende Thema im Herzogtum Schleswig war, wurde in Aabenraa besonders vehement ausgetragen. Im Bürgerkrieg 1848 stellte die Bürgerschaft sich zunächst auf die Seite der aufständischen Schleswig-Holsteiner. Nach Beendigung des Krieges 1850 galten beiden Sprachen offiziell als gleichberechtigt, wobei das Dänische allerdings vor allem in den Schulen Vorrang hatte. Der unausgestandene Konflikt führte 1864 zu einem weiteren Deutsch-Dänischen Krieg, der sich aber anders als 1848 auf der zwischenstaatlichen Ebene entzündete.
Nach dem Krieg gehörte Apenrade ab 1867 zu Preußen und ab 1871 zum Deutschen Reich. Das Amt wurde in einen preußischen Landkreis umgewandelt. Der Verlust des nördlichen Hinterlandes traf die Stadt schwer. Auch vermochten es Werftindustrie und Kaufmannschaft anders als in Flensburg nicht, sich auf die Metallschiffsproduktion umzustellen, was das einstweilige Ende des Schiffbaus zur Folge hatte. Trotzdem entstand eine Navigationsschule zur Schifferausbildung. An das Eisenbahnnetz wurde die Stadt nur über eine Stichbahn und ab 1899 über die Kleinbahn Apenrader Kreisbahn angeschlossen. Die Industrialisierung blieb eher bescheiden, doch entstanden einige metallverarbeitende Betriebe. Auch die traditionsreiche Ziegeleiindustrie behielt ihre Bedeutung. Eine Besonderheit der Stadt ist der Orgelbau. 1895 bis 1901 wurde auf dem Knivsberg in Apenrade ein Bismarckturm als „nationales Wahrzeichen der Wiedergewinnung der deutschen Nordmark“ errichtet, der 1945 gesprengt wurde.
Nach dem Ende des Ersten Weltkriegs stimmten 1920 bei der Schleswigschen Volksabstimmung zur staatlichen Zugehörigkeit 55,1 % der Stimmberechtigten der Stadt für das Deutsche Reich. Allerdings gehörte die Stadt zur I. Zone, in der das Gesamtergebnis aller Einwohner von Zone I zählte, so dass die Stadt zu Dänemark kam. Die treibende Kraft der dänischen Bewegung in der Stadt und in ganz Nordschleswig war Hans Peter Hanssen, zuvor Abgeordneter im deutschen Reichstag und Redakteur der Lokalzeitung Hejmdal. Als Minister für die südjütischen Landesteile arbeitete er fortan für die zügige Eingliederung von Stadt und Umland in den dänischen Wirtschaftsraum. Der nationale Konflikt war trotz umfangreicher kultureller Zugeständnisse an die deutsche Volksgruppe nicht ausgestanden. So wie Apenrade bis 1920 Zentrum der dänischen Bewegung im Landesteil war, erfüllte es dieselbe Rolle nun für die deutschen Nordschleswiger.
Die Begeisterung wesentlicher Teile der Minderheit für den Nationalsozialismus schürte den Konflikt weiter. Nach dem Ende der deutschen Besatzung 1945 war die Minderheit deutlich geschwächt. Noch heute haben alle wesentlichen überregionalen Einrichtungen der deutschen Volksgruppe wie Gymnasium, Zeitung, Geschäftsstelle und Bücherei ihren Sitz in der Fördestadt. Hierunter fällt auch das Deutsche Gymnasium für Nordschleswig (DGN). Es hat sich neben der Ausbildung für die Schüler zur Aufgabe genommen, die Integration voranzutreiben. Schüler aus Deutschland und Dänemark sind gleichermaßen an dieser Schule, die Deutsch und Dänisch neben den üblichen Fächern als LK haben müssen. Die meisten Lehrer sind zweisprachig und auch die Schulbücherei besitzt sowohl deutschsprachige als auch dänischsprachige Bücher. Das Gymnasium umfasst wie dänische Gymnasien die Jahrgänge 11 bis 13. Neben dem Deutschen Gymnasium findet sich in Aabenraa aber auch eine Deutsche Schule, welche die zehn ersten Schuljahre umfasst, sowie ein Deutscher Kindergarten. In der Nachbarschaft der Schulen existiert zudem das Deutsche Freizeitheim, ein Kinderhort für 5- bis 11-jährige Kinder.
Aabenraa hat im Gegensatz zu den Nachbarstädten noch immer eine wesentliche Bedeutung als Handelshafen. Darüber hinaus finden sich Betriebe vieler Industriezweige in der Stadt. Seit 1970 war die Stadt Hauptort des Amtsbezirks Sønderjylland, zu dem auch die Nachbarorte Løjt, Ensted und Rise gehörten. 2007 fusionierte Aabenraa mit den bisherigen Kommunen Rødekro Kommune, Lundtoft, Bov Kommune und Tinglev Kommune.
Im Mai 2025 wurde in Aabenraa die erste große e-Methanol-Anlage der Welt in Betrieb genommen.

## Bevölkerung
Aabenraa ist Zentrum der deutschen Minderheitenarbeit in Nordschleswig. Die deutschgesinnten Bewohner sind im Bund Deutscher Nordschleswiger organisiert und genießen, ähnlich wie die Dänen in Schleswig-Holstein, Minderheitenschutz.

## Kultur und Bildung
Schulen:

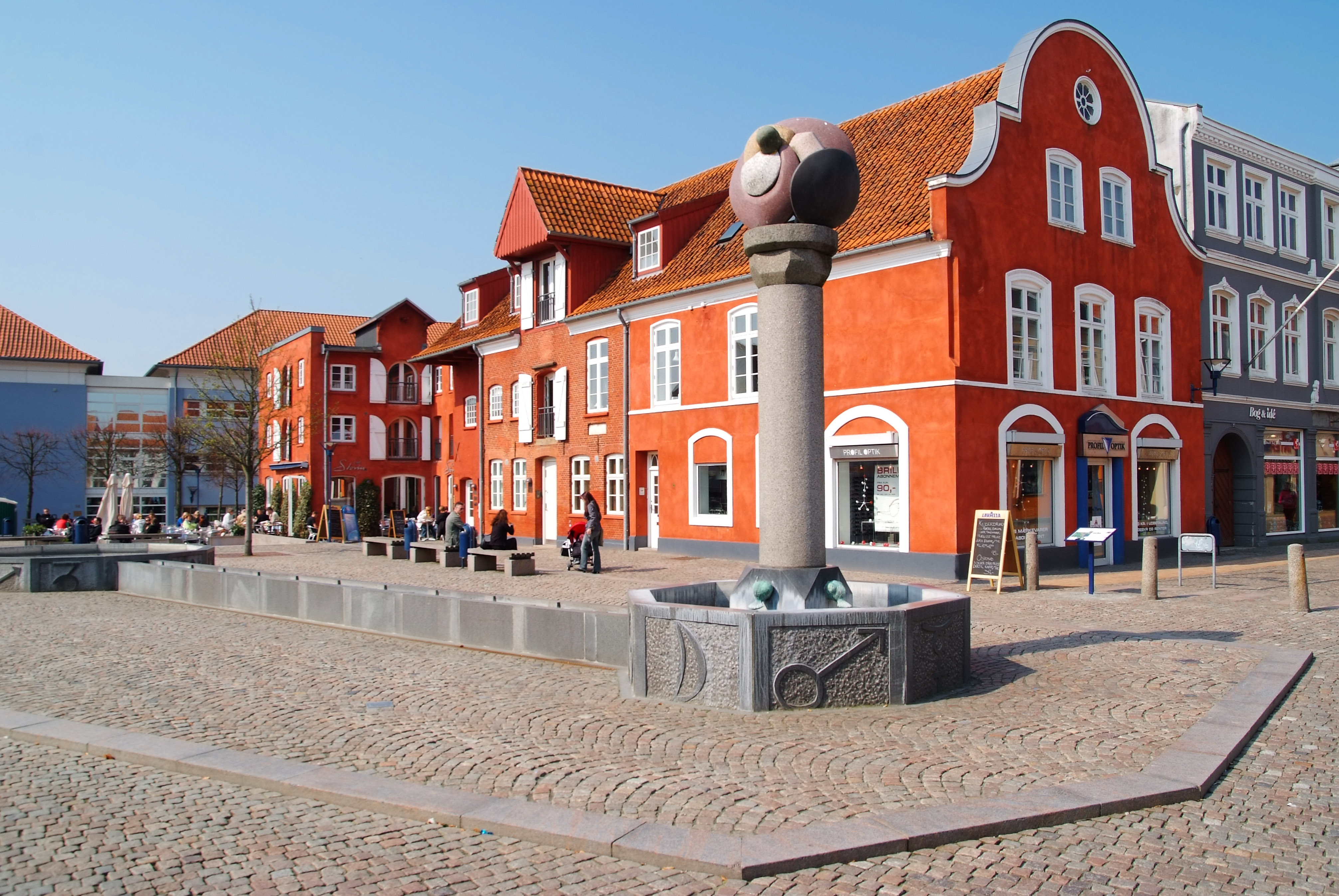
Renoviertes Kaufmannshaus am Marktplatz (Storetorv)

- Die Volksschulen Rugkobbel Skole, Høje Kolstrup Skole und Brundlund Skole
- Gymnasium
- CVU Sønderjylland (u. a. Ausbildung von Erziehern)
- Handelsschule (International Business College)
- Højskolen Østersøen

Deutsche Institutionen:
- Deutsche Privatschule Apenrade und zwei deutsche Kindergärten
- Deutsches Gymnasium für Nordschleswig
- Deutsche Büchereizentrale und Zentralbücherei Apenrade

Forschung:
- Landesarchiv für Südjütland
- Südjütische Landesbibliothek
- Institut für Grenzregionsforschung

Museen:
- Seefahrtsgeschichtliches Museum
- Kunstmuseum Schloss Brundlund

## Sehenswürdigkeiten

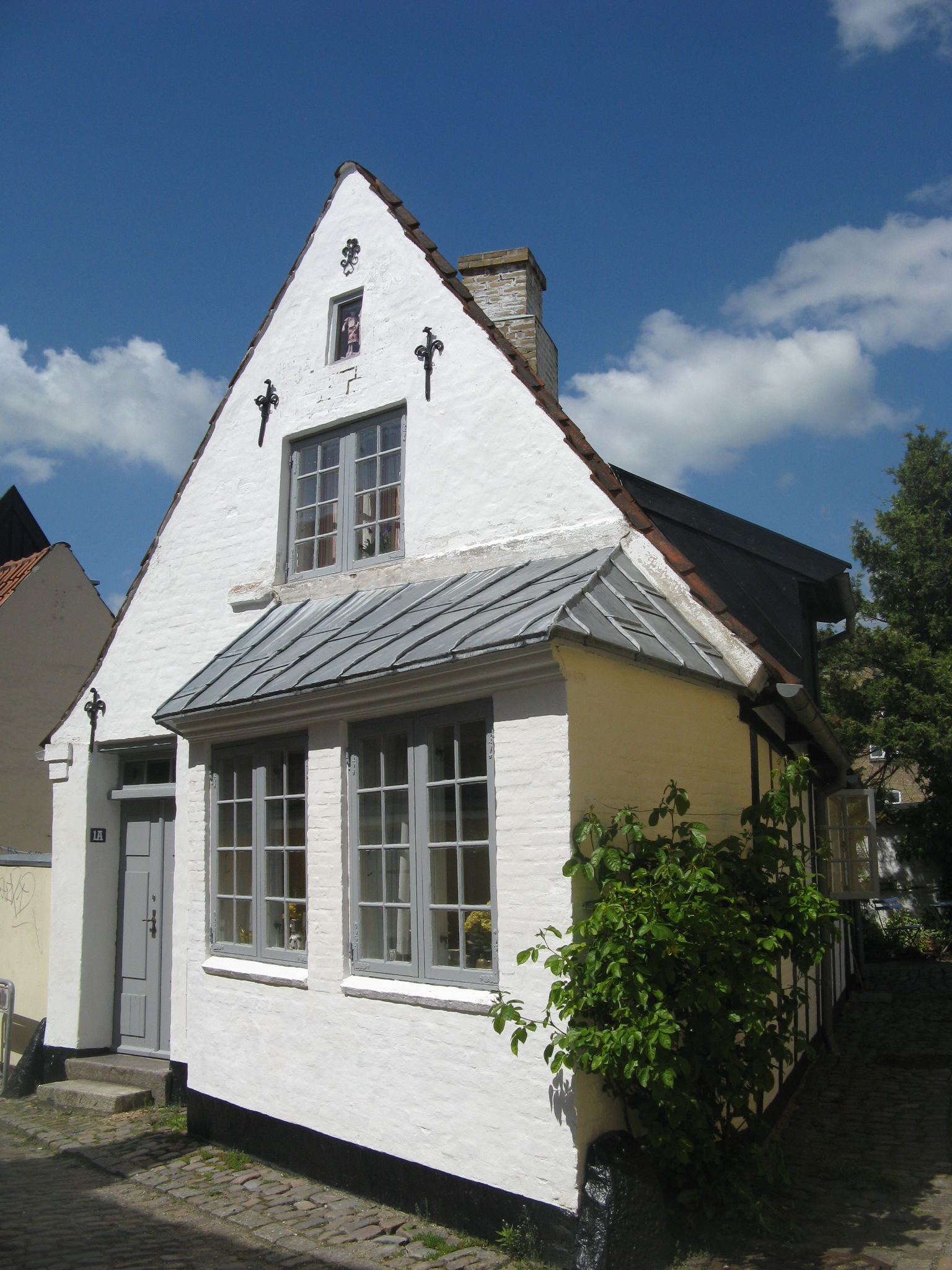
Typisches Handwerkerhaus der Altstadt (Vægterpladsen 1A)

- Altstadt, vor allem in den Seitenstraßen wie Slotsgade (Schlossstraße), Nygade (Neue Straße), Store Pottergade (Große Töpferstraße) und Vægterpladsen (Wächterplatz) geschlossene Ensembles mit Bürger- und Handwerkerhäusern v. a. aus dem 18. Jahrhundert. Typisch ist die einstöckige Bauweise mit zur Straße weisendem Dreiecksgiebel und verglastem Standerker, in dem früher der Handwerker bei der Arbeit von der Straße sichtbar war. Zudem gibt es repräsentativere, zweistöckige Langhäuser mit Dachgauben. Manche Häuser – weiß oder farbig verputzt – weisen kunstvoll verzierte Portale und darüber eine Datierung, die Namen ihrer früheren Bewohner und deutsche oder lateinische Inschriften auf.

- Nikolaikirche, im Kern noch aus dem 13. Jahrhundert
- Schloss Brundlund, im Jahr 1411 von Königin Margarethe I. errichtet und später Sitz des Landrats (amtmand), heute beherbergt es ein Kunstmuseum
- Wassermühle am Schloss, das Wahrzeichen der Stadt
- Museum, Stadtgeschichte und Geschichte der Seefahrt
- Rathaus aus den 1840er Jahren, schlicht spätklassizistisch
- Galgenberg, herrliche Aussicht über Stadt und Hafen
- Frühere Navigationsschule, Geburtshaus Ernst Reuters, nördlich der Altstadt
- Färbersmühle (Farversmølle), alte Wassermühle im Süden der Stadt
- Postmeisterhof, Bürgerhaus mit schönem Park am Südertor
- Schwensens Stift, altes Armenstift am Südertor
- Ringreiter-Festplatz, in der Nähe des Schlosses

## Wirtschaft und Infrastruktur

### Verkehr

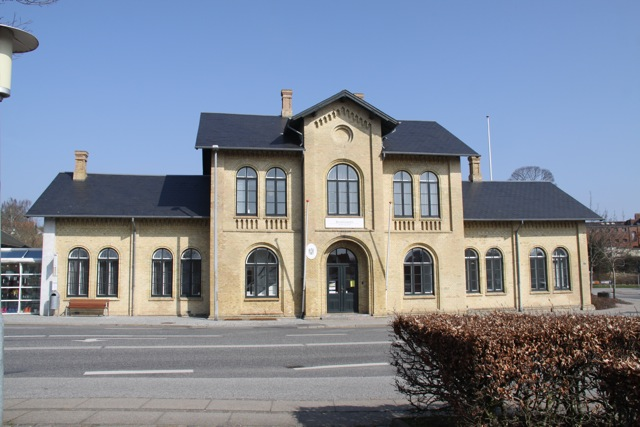
Bahnhof Aabenraa (2012)

Die Stadt liegt etwa sechs Kilometer östlich der Nord-Süd-Autobahn E 45. Wichtige Landstraßen sind die A 24 nach Ribe und Sønderborg und die 170 nach Flensburg und Haderslev. Zu den letztgenannten drei Städten bestehen stündlich Busverbindungen, während der Fahrplan in Richtung Westen mit Linien nach Tønder, Bredebro-Løgumkloster, Rømø und Ribe deutlich dünner ist. Daneben gibt es 5 Stadtbuslinien, die u. a. auch nach Rødekro und dem dortigen Bahnhof führen.
Da das hügelige Terrain kostspielige Kunstbauten erfordert hätte, wurde die Haupteisenbahn von Hamburg und Flensburg nach Vamdrup und Fredericia auf der flachen Geest acht Kilometer an der Stadt vorbei gebaut. Die Bahnstrecke Rødekro–Aabenraa von Rødekro wurde 2003 endgültig eingestellt und ist heute nur noch Museumsbahn auf der Draisinen verkehren. Der zuvor unbedeutende Bahnhofsort entwickelte sich im 20. Jahrhundert nicht zuletzt auf Kosten Aabenraas zu einer recht großen Gemeinde mit städtischem Charakter.
Die Aabenraa Amts Jernbaner mit Verbindungen nach Løgumkloster und Gråsten sind längst stillgelegt (1926). Der ehemalige Bahnhof steht seit Jahren leer. Der Verein, der früher eine Kunstausstellung betrieb (Kunstforeningen BaneGården Kunst & Kultur), hat sich zum 7. März 2018 aufgelöst. Hintergrund ist, dass das Bahnhofsgebäude der Firma Abena gehört, die es nun selbst nutzen möchte und es zurzeit renoviert.
Seit einigen Jahren verbinden Schnellbusse die Stadt mit den Nachbarstädten sowie mit Esbjerg und Vejle.

### Hafen
Durch die günstige Lage der Stadt am Ende des tiefen Aabenraa Fjords besitzt sie den einzigen Tiefwasserhafen in der deutsch-dänischen Grenzregion Sønderjylland-Schleswig.

### Ansässige Unternehmen
- Marcussen & Søn, renommierter Orgelbauer seit 1806
- Bukh, heute Schiffsmotorenhersteller, als Bukh & Gry Maskinværksted 1904 in Hørve gegründet[10]
- Elvstrøm Sails A/S, Segelmacherei gegründet von Paul Elvstrøm
- Abena, ein internationaler Konzern, 1953 unter dem Namen Sækko A/S gegründetes Unternehmen, heute OX-ON A/S, Hygieneprodukte, rund 1800 Mitarbeiter[11]
- Sydbank, Hauptsitz des 1970 gegründeten Bankhauses

### Medien
Das Regionalradio P4 Syd, ein Teil von DR Syd, unterhält neben Esbjerg eine Redaktion in Aabenraa und sendet Radio- und Fernsehnachrichten aus der Region Sønderjylland. Der private Sender Radio Mojn wurde 2014 eingestellt. Apenrade ist Sitz der von der deutschen Minderheit herausgegebenen Tageszeitung Der Nordschleswiger (Auflage: über 2.100). Seit 2020 gibt es den Nordschleswiger nur noch als Online-Zeitung. Die Regionalzeitung JydskeVestkysten mit Sitz in Esbjerg unterhält eine Lokalredaktion in Aabenraa. Ihre Lokalausgabe erreichte im zweiten Halbjahr 2010 eine Auflage von 6.831 Exemplaren. Zudem erscheinen hier die Gratiszeitungen Aabenraa Ugeavis (Syddanske Medier) und – seit 1998 – eine Lokalausgabe von Lokalavisen Budstikken (Politikens Lokalaviser A/S, Tochter von JP/Politikens Hus).

## Städtepartnerschaften
- Lohja, Finnland
- Skagaströnd, Island
- Hønefoss, Norwegen
- Växjö, Schweden
- Kaltenkirchen, Deutschland

## Persönlichkeiten

### Söhne und Töchter der Stadt
- Caspar von Saldern (1711–1786), russischer und dänischer Minister und Geheimrat
- Maximilian Franciscus Blaunfeldt (1799–1880), Advokat und Hardesvogt
- Jens Peter Junggreen (1827–1886), Reichstagsabgeordneter der dänischen Minderheit
- Adelbert Dreesen (1828–1918), deutscher Lehrer, Schriftsteller und Dichter
- Michael Jebsen (1835–1899), Reeder, Reichstags- und Landtagsabgeordneter
- Theodor Reuter (1838–1909), Königlich-Preußischer Schuldirektor, Namensgeber des Theodor-Reuter-Berufskolleg Iserlohn
- Hermann Ley (1845–1930), Domorganist in Lübeck
- Friedrich Raben (1854–1913), Kaufmann
- Johannes Tonnesen (1882–1971), deutscher Pastor
- Emil Helms (1884–1965), deutscher Politiker der SPD und Bürgermeister
- Ernst Reuter (1889–1953), SPD-Politiker und Bürgermeister von Magdeburg und Berlin
- Frits Clausen (1893–1947), Parteiführer der dänischen Nationalsozialisten (DNSAP) von den 1930er Jahren bis 1944
- Franciska Clausen (1899–1986), Malerin
- Johann Caspar Berg (1902–1967), deutscher Gartenarchitekt
- Heinrich Meyer (1904–1978), lutherischer Missionar und Bischof
- Otto Rindt (1906–1994), Landschaftsarchitekt
- Troels Fink (1912–1999), Historiker und Diplomat
- Otto Ohlsen (1916–2005), Direktor des DRK-Suchdienstes
- Gerd Larsen (* 1942), Mittelstreckenläufer
- Elke Böhr (* 1943), Archäologin
- Jens-Peter Bonde (1948–2021), Politiker
- Mads Langer (* 1984), Singer-Songwriter
- Stine Bodholt Nielsen (* 1989), Handballspielerin

### Personen die am Ort gewirkt haben
- Heinrich von Brockdorff (1600–1671), Kommandeur und Politiker, ab 1655 Amtmann. Es wird angenommen, dass er 1671 in der Stadt verstarb.
- Amalie Christina Gylding (1731–1804), Porzellanmalerin aus Meißen
- Christian Ludwig Ernst von Stemann (1802–1876), deutsch-dänischer Jurist und Historiker, Advokat und Amtmann am Ort
- Paul Ludwig Gottburgsen (1832–1903), Bürgermeister 1864–1867
- Marcus Bade (1871–1936), Propst
- Niko Wöhlk (1887–1950), Kunstmaler
- Hans Jacob Jebsen (1921–1979), deutscher Schiffsreeder und Unternehmer
- Ipland, Kapitäns- und Seefahrerfamilie